# Fritz Wurmböck
Fritz Wurmböck (2 de agosto de 1903 - 26 de noviembre de 1987) fue un jugador de balonmano austriaco. Fue un componente de la Selección de balonmano de Austria.
Con la selección ganó la medalla de plata en los Juegos Olímpicos de Berlín 1936, los primeros con el balonmano como deporte olímpico.